# Adiantum sulphureum
Adiantum sulphureum — папоротник, вид рода Адиантум (Adiantum), из монотипного семейства Adiantaceae (C.Presl) Ching, обычно помещаемого в семейство Птерисовые (Pteridaceae), произрастает в Чили.

## Таксономия
Вид был впервые описан Каульфусом в 1824 году на страницах работы Enumeratio Filicum
После, в 1908 году, этот вид стал рассматриваться как разновидность Адиантума чилийского (Adiantum chilense) — Adiantum chilense var. sulphureum (Kaulf.) Kuntze ex Hicken
В 1999 году ранг таксона вновь был пересмотрен и выделен в отдельный вид

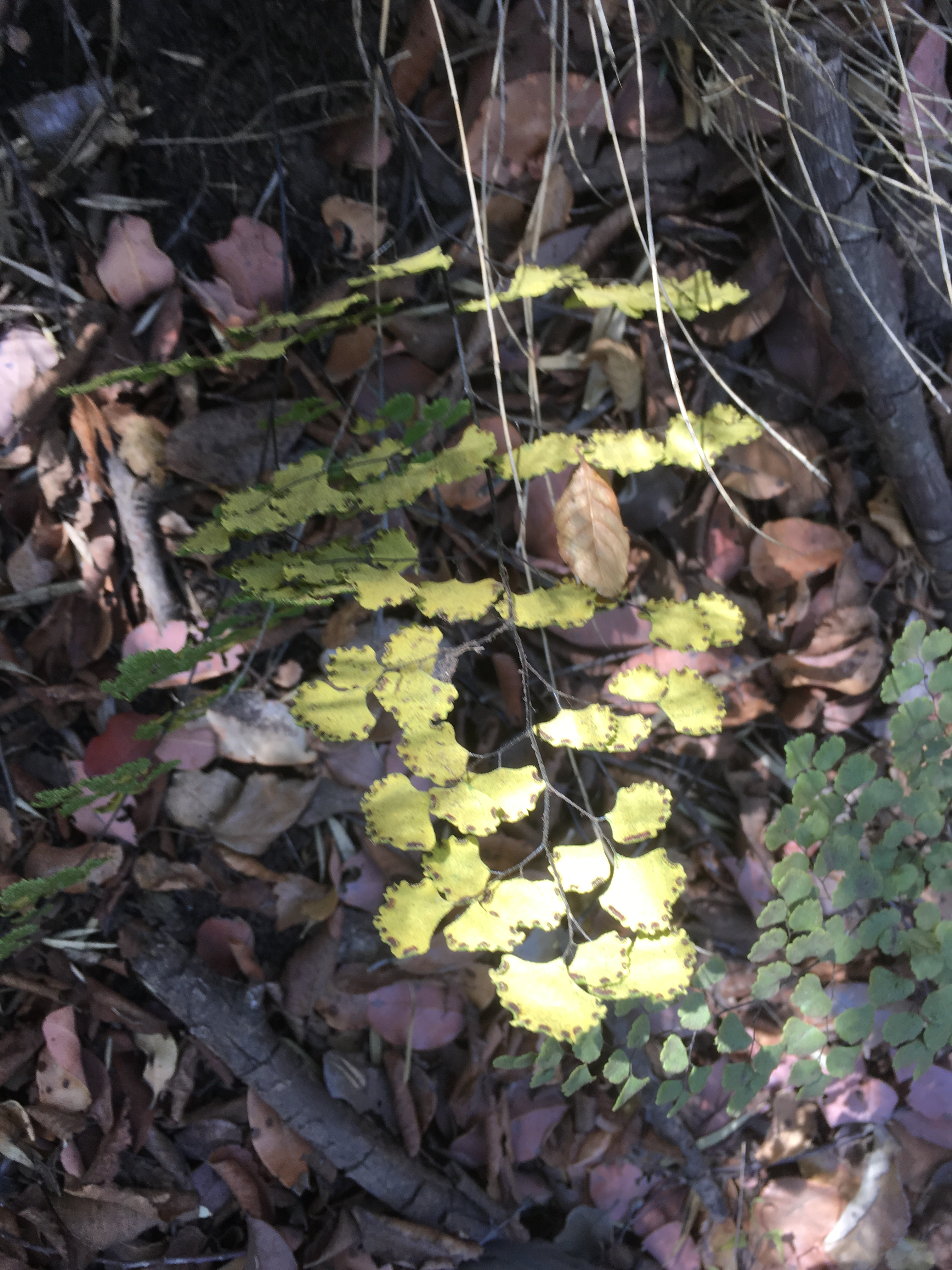
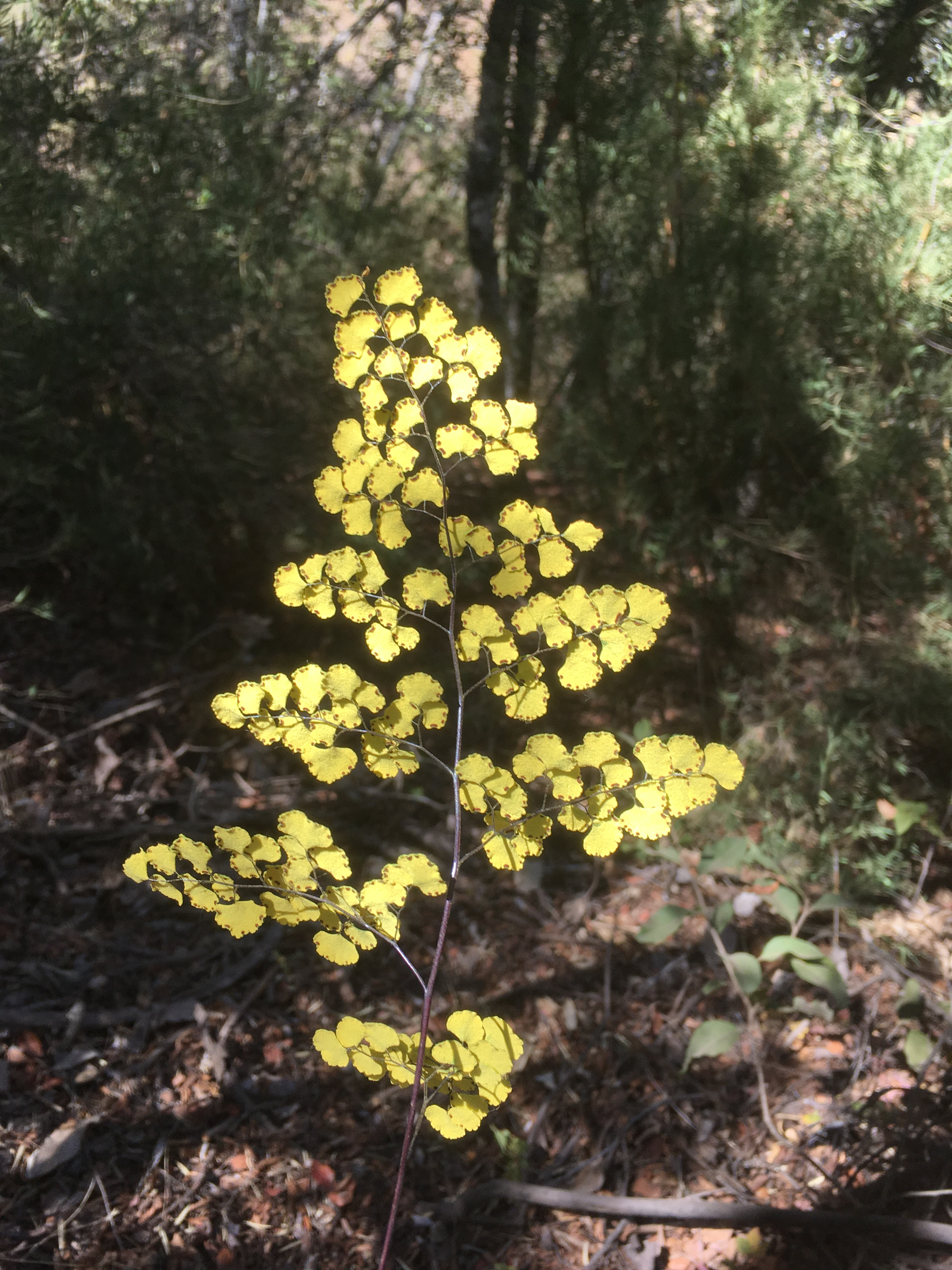

Различают два подвида: 
- Adiantum sulphureum subsp. sulphureum
- Adiantum sulphureum subsp. majus Hook.